# Hadrosaurus
 Hadrosaurus  (altgriechisch: ἁδρός, hadrós - „massig, riesig, stark“ + σαῦρος, saũros – „Echse“) ist eine Gattung der Vogelbeckendinosaurier aus der Oberkreide von Nordamerika. Die Gattung gilt jedoch als Nomen dubium, ihre Gültigkeit ist also unsicher.
Hadrosaurus ist der erste wissenschaftlich beschriebene Vertreter der Familie Hadrosauridae, deren Typusgattung er ist. Hadrosaurus foulkii – nach ihrem Entdecker William Parker Foulke benannt – ist die einzige Art (Typusart) der Gattung.
Ein 1858 geborgener Hadrosaurus war der erste Dinosaurier in Nordamerika, von dem mehr als einige Zähne gefunden wurden. Eine 1868 von Benjamin Waterhouse Hawkins erstellte Skelettrekonstruktion von H. foulkii war die erste derartige Rekonstruktion eines Dinosauriers. Die Art wurde im Jahr 1991 zum Staatsdinosaurier des US-Bundesstaates New Jersey erklärt.

## Beschreibung

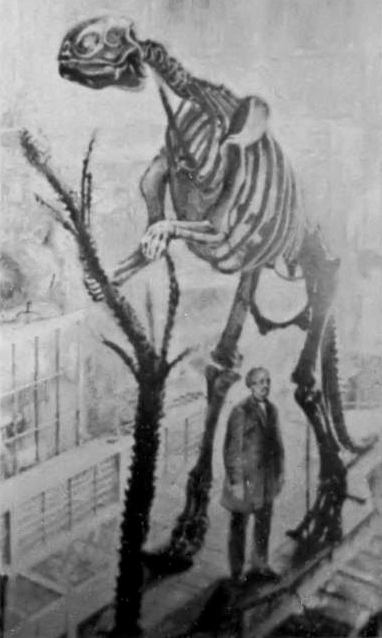
B. W. Hawkins neben Hadrosaurus, der ersten Skelettrekonstruktion eines Dinosauriers

Fossile Zeugnisse von Hadrosaurus fanden sich in Gesteinen der späten Kreidezeit (vor ca. 80 Mio. Jahren) in der Nähe der heutigen Küste von New Jersey. Der Dinosaurier erreichte eine Länge von etwa acht Metern. Er bewegte sich wie alle Iguanodontia überwiegend quadruped (vierbeinig) fort und wechselte zur Bipedie (Zweibeinigkeit), um eine hohe Geschwindigkeit zu erreichen. Er war der erste Dinosaurier, bei dem die bei dieser fossilen Tiergruppe häufig anzutreffende Bipedie festgestellt wurde. Wie alle Hadrosaurier (und die Vogelbeckendinosaurier insgesamt) war Hadrosaurus ein Pflanzenfresser. Seine Bezahnung deutet darauf hin, dass er sich von Zweigen und Laub ernährte.